# دعنا نرقص؟
دعنا نرقص؟ (بالإنجليزية: Shall We Dance?)‏ هو فيلم دراما كوميدي رومانسي أمريكي من إخراج بيتر تشيلسوم وبطولة ريتشارد جير، جينيفر لوبيز، سوزان سارندون، ستانلي توتشي، ليزا آن والتر وريتشارد جينكينز، صدر الفيلم في 15 أكتوبر 2004.

## روابط خارجية
دعنا نرقص على موقع IMDb (الإنجليزية)
- دعنا نرقص على موقع ميتاكريتيك (الإنجليزية)
- دعنا نرقص على موقع روتن توميتوز (الإنجليزية)
- دعنا نرقص على موقع نتفليكس (الإنجليزية)
- دعنا نرقص على موقع قاعدة بيانات الأفلام العربية
- دعنا نرقص على موقع ألو سيني (الفرنسية)
- دعنا نرقص على موقع Turner Classic Movies (الإنجليزية)
- دعنا نرقص على موقع أول موفي (الإنجليزية)
- دعنا نرقص على موقع بوكس أوفيس موجو (الإنجليزية)
- دعنا نرقص على موقع فيلمافينيتي (الإسبانية)